# فابيان كوبيرو
فابيان كوبيرو (بالإسبانية: Fabián Cubero)‏ هو لاعب كرة قدم أرجنتيني في مركز قلب الدفاع، ولد في 21 ديسمبر 1978 في مار دل بلاتا في الأرجنتين. شارك مع منتخب الأرجنتين تحت 17 سنة لكرة القدم ومنتخب الأرجنتين تحت 20 سنة لكرة القدم. أما مع النوادي، فقد لعب مع تيغريس أونال وفيليز سارسفيلد.

## وصلات خارجية
- فابيان كوبيرو على موقع الاتحاد الدولي (مؤرشف)  (الإنجليزية)
- فابيان كوبيرو على موقع قاعدة بيانات كرة القدم.إي يو (الإنجليزية)
- فابيان كوبيرو على موقع Soccerway.com (الإنجليزية)